# Alpha (Alice Nine)
Alpha (ALPHA) è il secondo album in studio del gruppo rock-visual kei giapponese Alice Nine, pubblicato nel 2007.

## Tracce
1. Zero – 4:49
2. Cosmic World – 5:09
3. Aoi Tori (蒼い鳥) – 3:24
4. Jewels – 4:47
5. 9th Revolver – 3:03
6. -Dice- – 3:27
7. Number Six. – 5:38
8. Kousai (虹彩) – 7:37
9. White Prayer – 4:01
10. Mirror Ball (イレイザー) – 5:02
11. Blue Planet (ブループラネット) – 3:19
12. Cradle to [Alpha] – 2:24